# Lyssomanes reductus
Lyssomanes reductus är en spindelart som beskrevs av George William Peckham och Elizabeth Maria Gifford Peckham 1896. Lyssomanes reductus ingår i släktet Lyssomanes och familjen hoppspindlar. Inga underarter finns listade i Catalogue of Life.